# Cnephasia bizensis
Cnephasia bizensis is een vlinder uit de familie bladrollers (Tortricidae). De wetenschappelijke naam is voor het eerst geldig gepubliceerd in 1953 door Real.
De soort komt voor in Europa.